# Obniżenie Jeleniej Góry
Obniżenie Jeleniej Góry  (332.361) – obniżenie śródgórskie w południowo-zachodniej Polsce, w Sudetach Zachodnich, stanowiące mikroregion Kotliny Jeleniogórskiej.
Pod względem administracyjnym Obniżenie Jeleniej Góry położone jest w województwie dolnośląskim, powiat karkonoski.

## Położenie
Obniżenie Jeleniej Góry położone jest u północnego podnóża Karkonoszy w północnej części Kotliny Jeleniogórskiej, w dorzeczu rzeki Bóbr i jego prawych dopływów, obejmuje dolinę Bobru wraz z ujściową częścią doliny Kamiennej. Położone jest między górami Karkonoszami na południu, Izerskimi na zachodzie, Kaczawskimi na północy i Rudawami Janowickimi na wschodzie. Obniżenie rozciąga się na kierunku WNW-ESE od miejscowości Pilchowice na północnym zachodzie, do wschodnich granic Jeleniej Góry na południowym wschodzie ku wschodowi przechodzi we Wzgórza Dziwiszowskie. Po stronie południowo-zachodniej Obniżenie graniczy z Obniżeniem Mysłakowic, Obniżeniem Sobieszowa i Wysoczyzną Rybnicy, od zachodu z Obniżeniem Starej Kamienicy, od północnego wschodu z Górami Kaczawskimi i Wzgórzami Dziwiszowskimi, a od wschodu z Wzgórzami Łomnickimi. Prawie cała powierzchnia Obniżenia zajęta jest przez zabudowę miejską Jeleniej Góry.

## Charakterystyka
Obniżenie Jeleniej Góry jest podjednostką Kotliny Jeleniogórskiej, stanowi region wyraźnie wyodrębniony w krajobrazie Kotliny. Jest to niewielkie obniżenie śródgórskie położone na wysokości powyżej 280 m n.p.m., która będąc podjednostką Kotliny Jeleniogórskiej, stanowi teren o podobnym charakterze. Jest to obszar wyżynny, pogórza niskiego w kształcie zbliżonym do prostokąta z szeroką doliną Bobru o kierunku południowo-wschodnim, od której odbiega kilka ramion dolin rzek dopływających. Wschodnia część obszaru Obniżenia jest podmokła, część zachodnia z przełomem Bobru w malowniczym Borowym Jarze jest sucha. Obszar Obniżenia stanowi kompleks terenów otwartych o znacznych walorach przyrodniczo-krajobrazowych położonych w bezpośrednim sąsiedztwie z górami. Obszar Obniżenia stracił całkowicie swój pierwotny charakter w związku z przekształceniami antropogenicznymi, w dużej części obejmuje teren silnie zurbanizowany. Zachodnią część Obniżenia zajmuje „Park Krajobrazowy Doliny Bobru”.

## Budowa geologiczna
Obniżenie położone jest w obrębie jednostki geologicznej blok karkonosko-izerski, zostało wypreparowana w granitach intruzji karkonoskiej, tworzących izolowane garby i skałki. Podłoże geologiczne obniżenia stanowią skały karkonosko-izerskiego masywu granitowego, głównie granity karkonoskie reprezentowane w większości przez grubo- i średnioziarniste odmiany porfirowate. Obniżenie odznacza się znacznym bogactwem form morfologicznych. Niewielki wpływ na rzeźbę terenu miały zlodowacenia plejstoceńskie. Dno obniżenia zalegają osady plejstoceńskie, spod których gdzieniegdzie wystają granitowe pagóry, często zwieńczone skałkami. Wzgórza pokryte są cienką warstwą osadów plejstoceńskich w postaci glin zwałowych, piasków i żwirów. Znaczną część powierzchni zajmują osady rzeczne (aluwia) w dolinach rzecznych oraz osady wodno-lodowcowe pochodzenia erozyjnego deponowane u podnóży stoków (deluwia). Skład granulometryczny gleb również jest zróżnicowany, jednak zdecydowanie przeważają gliny lekkie i średnie.

## Rzeźba
Obniżenie Jeleniej Góry pocięte jest ciekami wodnymi, które dzielą je na kilka części, silnie kontrastujące krajobrazowo z pobliskimi wzgórzami i górami. Najwyższe wzniesienia występujące na Obniżeniu, nie przekraczają 470 m n.p.m. Najwyższym wzniesieniem Obniżenia jest wzniesienie Góra Gapy 465 m n.p.m.

## Krajobraz
Krajobraz jest bardzo urozmaicony cały obszar jest pagórkowaty, poprzecinany na kilka segmentów dolinami rzek i potoków. Pasmo przedstawia krajobraz pogórza niskiego z wyraźnie zaznaczonymi wzniesieniami. Wzniesienia są kopulaste, częściowo zalesione, z wyraźnym podkreśleniem zboczy. Obszar gęsto zaludniony i słabo zalesiony, poza wzniesieniami. Większość obszaru zajmuje aglomeracja miejska tylko w niewielkim stopniu łąki i użytki rolne. Krajobraz w większości przeobrażony znacznie przekształcony przez człowieka. Pierwotny podgórski charakter krajobrazu zachowany został w najmniej zaludnionej części.

## Wody
Obniżenie Jeleniej Góry położone jest w dorzeczu rzeki Odry, w obrębie zlewni rzeki Bóbr, który jest największą i najdłuższą rzeką w tym rejonie do którego uchodzą lewostronne dopływy: Kamienna płynąca z Karkonoszy odwadniająca z dopływami północno-środkową część zboczy Karkonoszy i zachodnie zbocza Wzgórz Łomnickich oraz Kamienica płynąca z Gór Izerskich odwadniająca północno-wschodnie zbocza Gór Izerskich. Wysoki poziom opadów sprawia, że średnie zasoby wody cieków powierzchniowych są wysokie i stwarzają zagrożenie powodziowe.

## Klimat
Klimat typowy dla obszarów podgórskich, jak w całej południowo-zachodniej Polsce kształtowany jest przez masy powietrza napływające znad Oceanu Atlantyckiego, Skandynawii i północno-wschodniej Europy, rzadziej znad Azorów, i południa Europy. Obszar Obniżenia należy do najniższe pietra klimatycznego regionu jeleniogórskiego ze średnią temperaturą roku 7–8 °C. Okres wegetacyjny trwa około 225 dni, temperatura okresu wegetacyjnego wynosi około 12–13 °C. Roczny opad waha się od 750 do 780 mm z czego na okres wegetacyjny przypada 65%, maksimum opadowe występuje w lipcu, minimum w lutym lub marcu. W lipcu lub w sierpniu często padają ulewne deszcze, powodując czasami groźne wylewy rzek i powodzie. Obszar naturalnie odizolowany od łagodzących mas powietrza napływających z północy i zachodu podatny jest na występowanie niskich temperatur minimalnych w zastoiskach chłodnego powietrza powodujących powstawanie inwersji termicznych. Miąższość warstwy inwersyjnej waha się od 50 do 80 m ponad dno dolin, łączny czas trwania zjawisk wynosi około 165 dni w roku. Częstym zjawiskiem są płytkie inwersje dobowe obejmujące mgły i zamglenia dna dolin rzecznych. Podczas inwersji ciężkie i zimne masy powietrza pozostające w bezruchu sprzyjają koncentracji zanieczyszczeń atmosfery i stwarzają niekorzystne warunki bioklimatyczne. Średnia Lato termiczne zaczyna się około połowy czerwca i średnio trwa od 66 do 68 dni. Dominują wiatry zachodnie i południowo-zachodnie. Wiosna początkowo jest chłodna, w kwietniu i maju zaznacza się szybki wzrost temperatur dobowych, lato jest umiarkowanie ciepłe, wrzesień bywa pogodny i jest cieplejszy od czerwca, jesień jest długa i ciepła, znacznie cieplejsza niż wiosna, we wrześniu i październiku występuje najniższe zachmurzenie i jest mniej opadów niż w sierpniu, zima jest łagodna, w styczniu, lutym i marcu średnia dobowa temperatura nie spada poniżej –3 °C.

## Roślinność
Pierwotna szata roślinna uległa częściowemu przekształceniu wskutek działalności człowieka, zadrzewione tereny zachowały się na nielicznych wzgórzach oraz w dolinach rzek i potoków. Obecny charakter roślinności jest efektem przekształceń dokonanych przez człowieka. W obrębie terenów rolniczych występują zadrzewienia i zakrzaczenia śródpolne i cieków wodnych oraz układy zieleni przydrożnej. Pełnią one funkcje ekologiczne, krajobrazowe i ochronne. W zadrzewieniu duże znaczenie ma zieleń towarzysząca zabudowie oraz zieleń przydrożna i ogrodowa. Krajobraz Obniżenia urozmaicają ekosystemy łąkowe, które z ekosystemami leśnymi tworzą zespół zieleni o dużym znaczeniu biocenotyczno-środowiskowym. Większość zbiorowisk leśnych zalicza się do borów mieszanych. Gatunkami budującymi zbiorowiska leśne są głównie świerk pospolity i sosna zwyczajna. Często w różnych proporcjach udział ma także, brzoza, olsza, lipa drobnolistna i inne gatunki. Niewielkie powierzchnie zajmują zbiorowiska roślinności wodnej i szuwarowej. Wilgotne dna dolinek potoków i fragmenty aluwiów nad ciekami zajmują wilgotne niewielkie grądy i łęgi. Obszar Obniżenia jest kompleksem terenów otwartych o znacznych walorach przyrodniczo-krajobrazowych stanowi bardzo atrakcyjny obszar wypoczynkowo-spacerowy. Lasy w części zachodniej posiadają charakter lasów ochronnych, stanowią otulinę „Parku Krajobrazowego Doliny Bobru”.

## Literatura
- J. Kondracki, Geografia regionalna Polski, Wyd. Nauk. PWN, Warszawa 2002, ISBN 83-01-13897-1.
- Mapa topograficzna Polski. Dziwiszów M-33-44-B-a-3, Wyd. Główny Urząd Geodezji i Kartografii, Warszawa 1998, ISBN 83-7170-813-0.
- Marek Staffa, Przewodnik turystyczny. Wędrówka przez Sudety Zachodnie, T. 2, Wyd. PTTK „KRAJ”, Warszawa Kraków, ISBN 83-00-00475-0.
- Marek Staffa, Słownik geografii turystycznej Sudetów. T. 4. Kotlina Jeleniogórska, Wydawnictwo „I-Bis”, Wrocław 1999, ISBN 83-85773-31-2.